# 申恩廷
申恩廷（韓語：신은정，1974年1月4日—），另譯為辛恩晶，韓國女演員。丈夫為演員朴誠雄，兩人在電視劇《太王四神記》中扮演情侶而結緣，2008年在現實生活中也成為了夫妻。

## 演出作品

### 電視劇
- 1999年：SBS《KAIST》飾演 申南熙
- 2002年：SBS《女人天下》飾演 仁聖王后
- 2003年：SBS《王的女子》
- 2004年：MBC《花王仙女》飾演 姜俊英
- 2004年：KBS《愛情的條件》飾演 白珍珠
- 2007年：MBC《太王四神記》飾演 達妃
- 2008年：KBS《強敵們》
- 2008年：MBC《伊甸園之東》飾演 柳美愛
- 2010年：SBS《南瓜花純情》飾演 吳景福
- 2011年：MBC《階伯》飾演 善花王后（特別演出）
- 2011年：TV朝鮮《爸爸對不起》飾演 熙淑
- 2012年：SBS《信義》飾演 火修人
- 2014年：KBS《感激時代：鬪神的誕生》飾演 金成德
- 2014年：TV朝鮮《百年新娘》飾演 馬在蘭
- 2014年：SBS《無盡的愛》飾演 慶慈
- 2014年：OCN《Reset》飾演 韓科長
- 2014年：KBS《一片丹心蒲公英》飾演 崔珠熙（特別演出）
- 2014年：tvN《未生》飾演 宣智英
- 2015年：SBS《海德、哲基爾與我》飾演 姜喜愛
- 2015年：MBC《華政》飾演 仁穆大妃
- 2015年：KBS《Drama Special－孩子的爸》飾演 閔智慧
- 2016年：MBC《工作媽媽，育兒爸爸》飾演 尹靜玄
- 2016年：JTBC《所羅門的偽證》飾演 金恩廷
- 2017年：MBC《逆賊：偷百姓的盜賊》飾演 琴玉
- 2017年：MBC《小偷傢伙，小偷大人》飾演 閔海媛
- 2017年：SBS《當你沉睡時》飾演 金周英
- 2018年：tvN《武法律師》飾演 崔真愛
- 2018年：OCN《Life on Mars》飾演 姜東哲妻子（特別演出）
- 2021年：tvN《Navillera》飾演 金愛蘭
- 2022年：TVING《內科朴院長》飾演 鮮于秀智
- 2023年：Channel A《假面的女王》飾演 朱裕靜
- 2024年：SBS《熱血司祭2》飾演 鄭錫熙（客串演出）

### 電影
- 2002年：《Over The Rainbow》
- 2007年：《雙面女友》
- 2009年：《不信地獄》（客串）
- 2016年：《季春奶奶》
- 2022年：《2037》

## 獲獎
- 2008年：MBC演技大賞－配角部門 黃金演技獎

## 外部連結
- NAVER （页面存档备份，存于）